# Concepción (Paraguay)
Concepción es una ciudad de Paraguay, capital del departamento homónimo, situada a orillas del río Paraguay. Fue fundada en 1773 por Agustín Fernando de Pinedo en un momento expansivo del siglo XVIII con el nombre de Villa Real de la Concepción. Este nombre, a semejanza de otras villas de frontera fundada bajo el reinado de Carlos III, rememora a la Purísima Concepción, patrona de España a partir del 19 de julio de 1760.
A pesar de que posee un puerto, el tráfico fluvial ha declinado comparado a sus inicios. Es una ciudad que brinda varias atracciones turísticas, por ejemplo el estilo arquitectónico de algunas de sus construcciones de referencia bajo influencia de inmigrantes europeos.

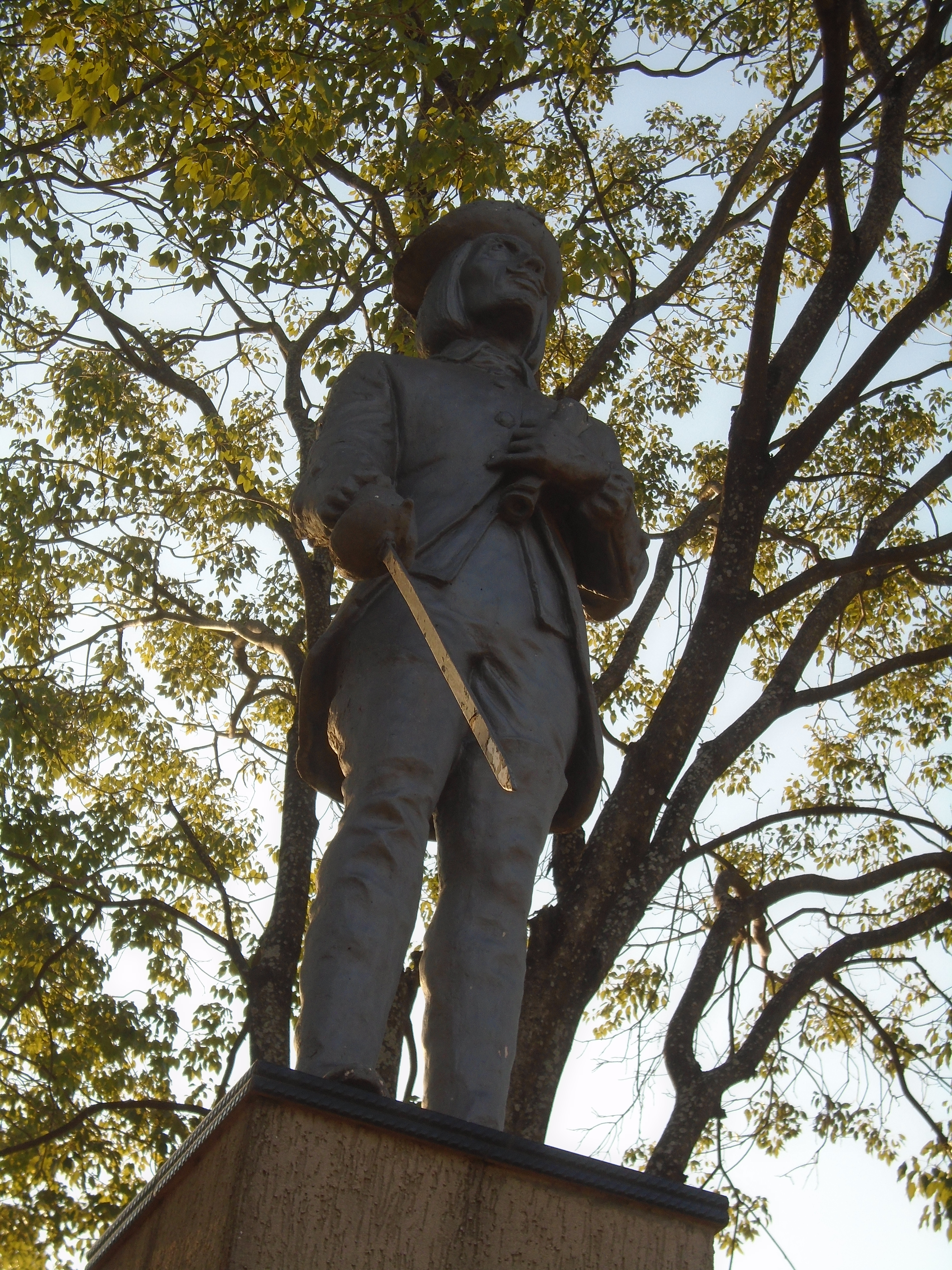
Monumento a Agustín Fernando de Pinedo y Valdivieso, fundador de la ciudad de Concepción en 1773.

## Historia
Los comienzos de Concepción se remontan en 1773, cuando el coronel Agustín Fernando de Pinedo, por entonces gobernador del Paraguay, funda la Villa Real de la Concepción. Por su ubicación al norte de la provincia se constituyó como una villa militar con el objetivo de defender la zona contra los avances portugueses. La gran extensión de su territorio hizo que en la época colonial se entregaran tierras a militares a su servicio, surgiendo así desde el inicio de su historia los propietarios de grandes extensiones de tierra, estructura que se mantiene hasta la actualidad. Fue una villa militar durante cuarenta años hasta que en 1812 se funda el cabildo, con lo cual la villa se convierte en un asentamiento civil.   
Durante la guerra de la Triple Alianza, Concepción fue la base de partida de las tropas paraguayas para emprender la campaña del Mato Grosso hacia el norte contra Brasil, entre 1864 hasta 1868. Conforme la situación se volvió desfavorable para el Paraguay, la ciudad no pudo resistir y terminó ocupada por un tiempo por tropas brasileñas al mando del general José Antônio Correia da Câmara. Como consecuencia de la guerra de la Triple Alianza, hacia 1870, la economía del país se vio seriamente afectada. Esto obligó incluso a la venta a inmigrantes europeos del Antiguo Cuartel de la Villa Real, ubicado frente a la plaza en que se realizó la fundación de la ciudad. Hacia los años 1880 tiene un sostenido desarrollo.

## Geografía

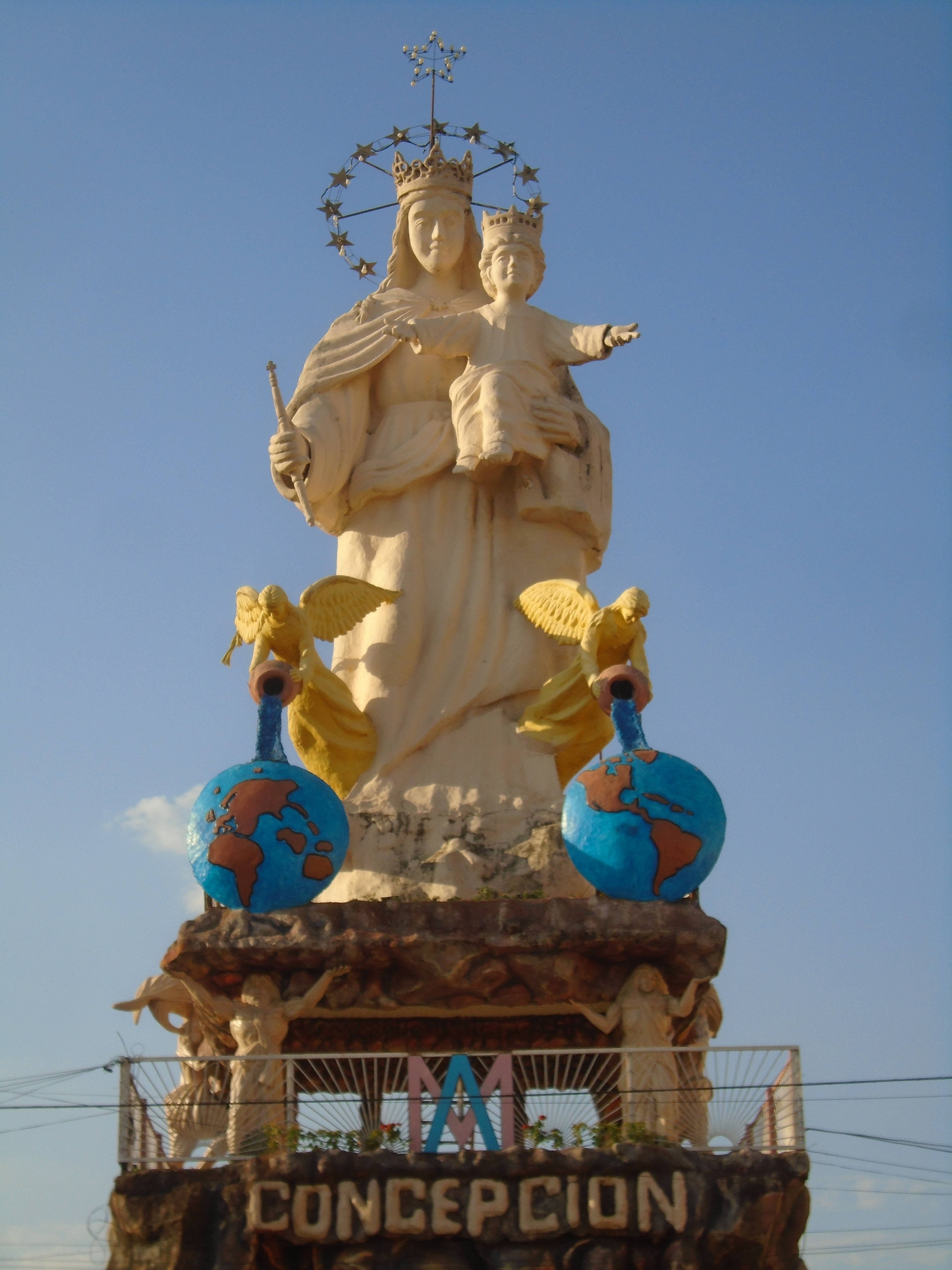
Estatua de la virgen María Auxiliadora (centro de Concepción).

La ciudad de Concepción cuenta con varias corrientes de agua como ríos y arroyos, entre las que destacan el Río Paraguay hacia el oeste que lo separa de la región occidental; el río Ypané que lo divide del departamento de San Pedro hacia el sur; al norte el río Aquidabán, que lo separa de los municipios de San Alfredo y Paso Barreto; al noreste el arroyo Saladillo, que lo separa de la jurisdicción de Loreto; y al sudeste el arroyo Yui'y, que lo separa de la ciudad de Horqueta.

### Clima
El clima de Concepción puede ser clasificado como clima tropical de sabana (Aw), de acuerdo con la clasificación climática de Köppen. En verano, la temperatura máxima puede llegar a alcanzar los 42 °C, la mínima llega a los 4 °C, la media es de 27 °C. Las precipitaciones alcanzan los 1.324 mm, los meses más lluviosos son de noviembre a enero y los más secos son de junio a agosto, los cuales llegan a veces a causar grandes inundaciones debido a la planicie territorial sobre la cual se encuentra situada la mayor parte de la ciudad. Los vientos predominantemente son del norte, este y sureste, las lluvias son abundantes en el verano alcanzando unos 1500 mm y los inviernos son en general secos, las lluvias suelen generar el crecimiento del río Paraguay, por lo cual la costa este de la ciudad posee una calle que limita y recorre por completo.
| Parámetros climáticos promedio de Concepción, Paraguay (1961–1990, extremes 1937–present) | Parámetros climáticos promedio de Concepción, Paraguay (1961–1990, extremes 1937–present) | Parámetros climáticos promedio de Concepción, Paraguay (1961–1990, extremes 1937–present) | Parámetros climáticos promedio de Concepción, Paraguay (1961–1990, extremes 1937–present) | Parámetros climáticos promedio de Concepción, Paraguay (1961–1990, extremes 1937–present) | Parámetros climáticos promedio de Concepción, Paraguay (1961–1990, extremes 1937–present) | Parámetros climáticos promedio de Concepción, Paraguay (1961–1990, extremes 1937–present) | Parámetros climáticos promedio de Concepción, Paraguay (1961–1990, extremes 1937–present) | Parámetros climáticos promedio de Concepción, Paraguay (1961–1990, extremes 1937–present) | Parámetros climáticos promedio de Concepción, Paraguay (1961–1990, extremes 1937–present) | Parámetros climáticos promedio de Concepción, Paraguay (1961–1990, extremes 1937–present) | Parámetros climáticos promedio de Concepción, Paraguay (1961–1990, extremes 1937–present) | Parámetros climáticos promedio de Concepción, Paraguay (1961–1990, extremes 1937–present) | Parámetros climáticos promedio de Concepción, Paraguay (1961–1990, extremes 1937–present) |
| Mes                                                                                       | Ene.                                                                                      | Feb.                                                                                      | Mar.                                                                                      | Abr.                                                                                      | May.                                                                                      | Jun.                                                                                      | Jul.                                                                                      | Ago.                                                                                      | Sep.                                                                                      | Oct.                                                                                      | Nov.                                                                                      | Dic.                                                                                      | Anual                                                                                     |
| ----------------------------------------------------------------------------------------- | ----------------------------------------------------------------------------------------- | ----------------------------------------------------------------------------------------- | ----------------------------------------------------------------------------------------- | ----------------------------------------------------------------------------------------- | ----------------------------------------------------------------------------------------- | ----------------------------------------------------------------------------------------- | ----------------------------------------------------------------------------------------- | ----------------------------------------------------------------------------------------- | ----------------------------------------------------------------------------------------- | ----------------------------------------------------------------------------------------- | ----------------------------------------------------------------------------------------- | ----------------------------------------------------------------------------------------- | ----------------------------------------------------------------------------------------- |
| Temp. máx. abs. (°C)                                                                      | 43.0                                                                                      | 41.0                                                                                      | 40.0                                                                                      | 38.2                                                                                      | 35.0                                                                                      | 34.8                                                                                      | 36.2                                                                                      | 38.4                                                                                      | 42.4                                                                                      | 43.0                                                                                      | 43.5                                                                                      | 41.4                                                                                      | 43.5                                                                                      |
| Temp. máx. media (°C)                                                                     | 33.4                                                                                      | 33.2                                                                                      | 32.2                                                                                      | 29.3                                                                                      | 26.6                                                                                      | 24.3                                                                                      | 25.1                                                                                      | 26.5                                                                                      | 27.8                                                                                      | 30.7                                                                                      | 32.0                                                                                      | 32.6                                                                                      | 29.5                                                                                      |
| Temp. media (°C)                                                                          | 27.6                                                                                      | 27.3                                                                                      | 26.2                                                                                      | 23.5                                                                                      | 20.3                                                                                      | 18.5                                                                                      | 18.7                                                                                      | 20.0                                                                                      | 21.8                                                                                      | 24.5                                                                                      | 26.0                                                                                      | 27.2                                                                                      | 23.5                                                                                      |
| Temp. mín. media (°C)                                                                     | 22.7                                                                                      | 22.5                                                                                      | 21.3                                                                                      | 18.5                                                                                      | 15.9                                                                                      | 13.8                                                                                      | 13.3                                                                                      | 14.3                                                                                      | 16.1                                                                                      | 18.6                                                                                      | 20.2                                                                                      | 21.7                                                                                      | 18.2                                                                                      |
| Temp. mín. abs. (°C)                                                                      | 12.5                                                                                      | 12.0                                                                                      | 8.0                                                                                       | 5.3                                                                                       | 2.5                                                                                       | 0.0                                                                                       | -1.5                                                                                      | -3.0                                                                                      | 1.8                                                                                       | 5.7                                                                                       | 10.0                                                                                      | 11.4                                                                                      | -3.0                                                                                      |
| Precipitación total (mm)                                                                  | 152.8                                                                                     | 122.8                                                                                     | 140.1                                                                                     | 122.9                                                                                     | 124.8                                                                                     | 62.3                                                                                      | 42.6                                                                                      | 55.8                                                                                      | 67.7                                                                                      | 124.7                                                                                     | 161.8                                                                                     | 163.5                                                                                     | 1341.8                                                                                    |
| Días de precipitaciones (≥ 0.1 mm)                                                        | 10                                                                                        | 9                                                                                         | 8                                                                                         | 7                                                                                         | 7                                                                                         | 7                                                                                         | 5                                                                                         | 6                                                                                         | 7                                                                                         | 8                                                                                         | 8                                                                                         | 10                                                                                        | 92                                                                                        |
| Horas de sol                                                                              | 224                                                                                       | 213                                                                                       | 217                                                                                       | 184                                                                                       | 182                                                                                       | 152                                                                                       | 183                                                                                       | 156                                                                                       | 173                                                                                       | 208                                                                                       | 222                                                                                       | 222                                                                                       | 2336                                                                                      |
| Humedad relativa (%)                                                                      | 69                                                                                        | 73                                                                                        | 74                                                                                        | 76                                                                                        | 77                                                                                        | 77                                                                                        | 72                                                                                        | 70                                                                                        | 68                                                                                        | 67                                                                                        | 67                                                                                        | 70                                                                                        | 72                                                                                        |
| Fuente n.º 1: World Meteorological Organization NOAA updated to 9/2012.,                  |                                                                                           |                                                                                           |                                                                                           |                                                                                           |                                                                                           |                                                                                           |                                                                                           |                                                                                           |                                                                                           |                                                                                           |                                                                                           |                                                                                           |                                                                                           |
| Fuente n.º 2: Danish Meteorological Institute (sun only) El octubre más caluroso.,        |                                                                                           |                                                                                           |                                                                                           |                                                                                           |                                                                                           |                                                                                           |                                                                                           |                                                                                           |                                                                                           |                                                                                           |                                                                                           |                                                                                           |                                                                                           |

## Demografía

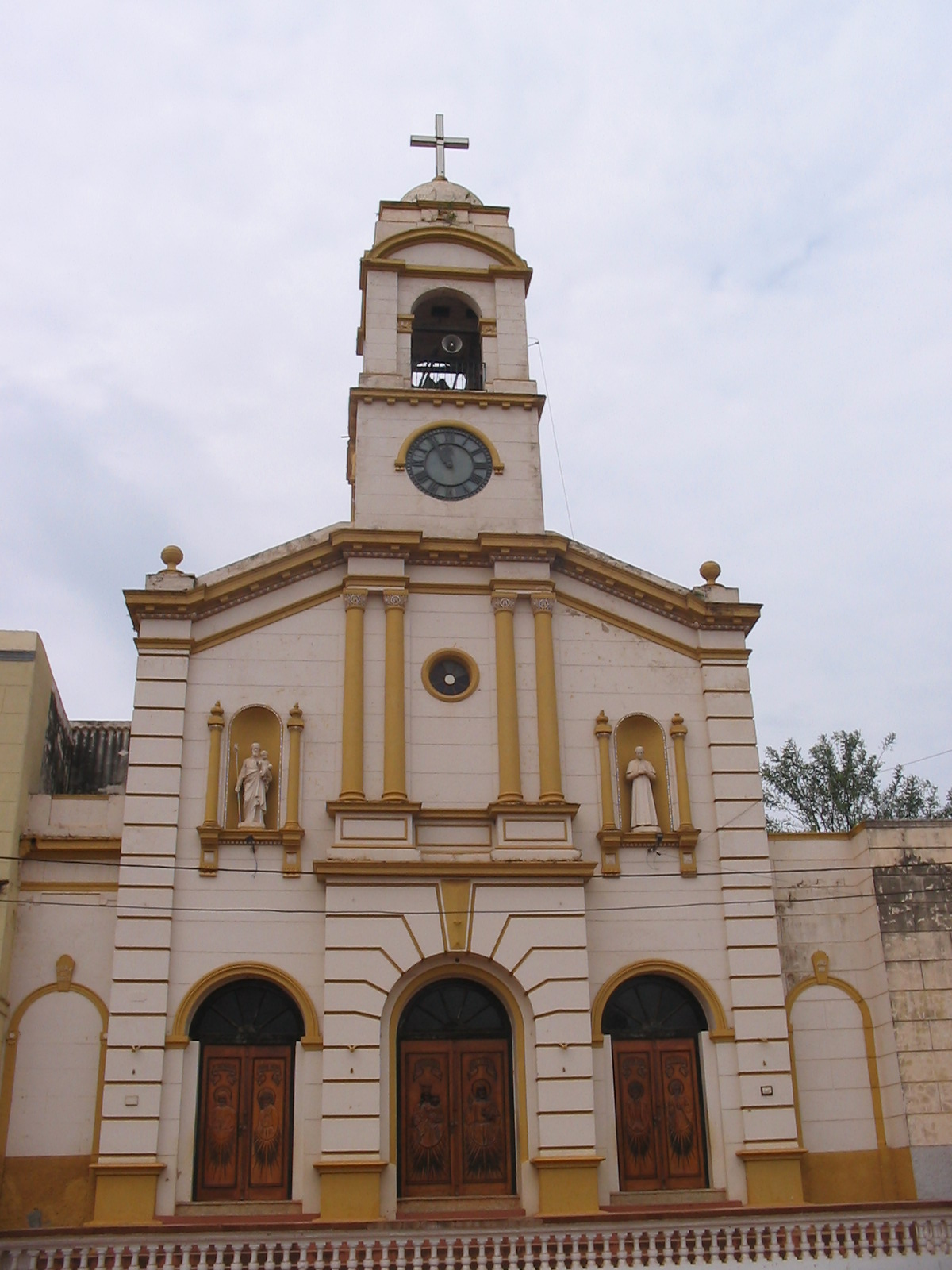
Iglesia María Auxiliadora de los salesianos.

Según el censo paraguayo de 2022, cuenta con 73 360 habitantes. Concepción se divide en un total 72 barrios y compañías, de los cuales 24 se encuentran en la zona urbana y 48 en la zona rural.
| Barrios de Concepción | Barrios de Concepción | Barrios de Concepción | Barrios de Concepción    | Barrios de Concepción | Barrios de Concepción    | Barrios de Concepción | Barrios de Concepción |
| N.º                   | Barrio                | N.º                   | Barrio                   | N.º                   | Barrio                   | N.º                   | Barrio                |
| --------------------- | --------------------- | --------------------- | ------------------------ | --------------------- | ------------------------ | --------------------- | --------------------- |
| 1                     | San José Olero        | 19                    | Santa Rita               | 37                    | San José Pirity          | 55                    | Pueblorá              |
| 2                     | Inmaculada            | 20                    | San Francisco            | 38                    | Colonia Coronel Mongelos | 56                    | De Las Flores         |
| 3                     | San Roque             | 21                    | Fátima                   | 39                    | Hugua Zarza              | 57                    | Kurusu Isabel         |
| 4                     | Del Bañado            | 22                    | Industrial               | 40                    | Hugua Tadeo              | 58                    | Sagrada Familia       |
| 5                     | Villa Redención       | 23                    | San Antonio de Guzmán    | 41                    | Estancia San Luis        | 59                    | San Juan del Yui'y    |
| 6                     | Villa Alta            | 24                    | San Agustín              | 42                    | Kurusu Ñu                | 60                    | María Auxiliadora     |
| 7                     | Villa Armando         | 25                    | Laguna Plato             | 43                    | Mbocayaty                | 61                    | San Francisco         |
| 8                     | San Luis              | 26                    | Hugua González           | 44                    | Estancia San Antonio     | 62                    | San Blas              |
| 9                     | Villa Oliva           | 27                    | Estancia Santa Lucía     | 45                    | San Ramón                | 63                    | Pío X                 |
| 10                    | San Carlos            | 28                    | Paso Horqueta            | 46                    | Costa Pucú               | 64                    | San Nicolás           |
| 11                    | San Jorge             | 29                    | Estancia Boquerón        | 47                    | Paso Itá                 | 65                    | Hugua Ibáñez          |
| 12                    | Santo Domingo Savio   | 30                    | Santa Rosa               | 48                    | Ko’e Porá                | 66                    | Carlos Antonio López  |
| 13                    | Sagrada Familia       | 31                    | Primavera                | 49                    | Saladillo                | 67                    | Caacupemí             |
| 14                    | Itacurubí             | 32                    | San Juan                 | 50                    | Costa Ferreira           | 68                    | Panchito López        |
| 15                    | Boquerón              | 33                    | Santa Lucía              | 51                    | Potrero Romero           | 69                    | San Carlos            |
| 16                    | Centro                | 34                    | San José Obrero          | 52                    | Callejón Laguna          | 70                    | Cándido Silva         |
| 17                    | San Antonio           | 35                    | Colonia Reconstrucción   | 53                    | Rincón I                 | 71                    | Ciudad Nueva          |
| 18                    | Primavera             | 36                    | Colonia Roberto L. Petit | 54                    | Santa Rosa               | 72                    | Banco Chaco’i         |

## Infraestructura

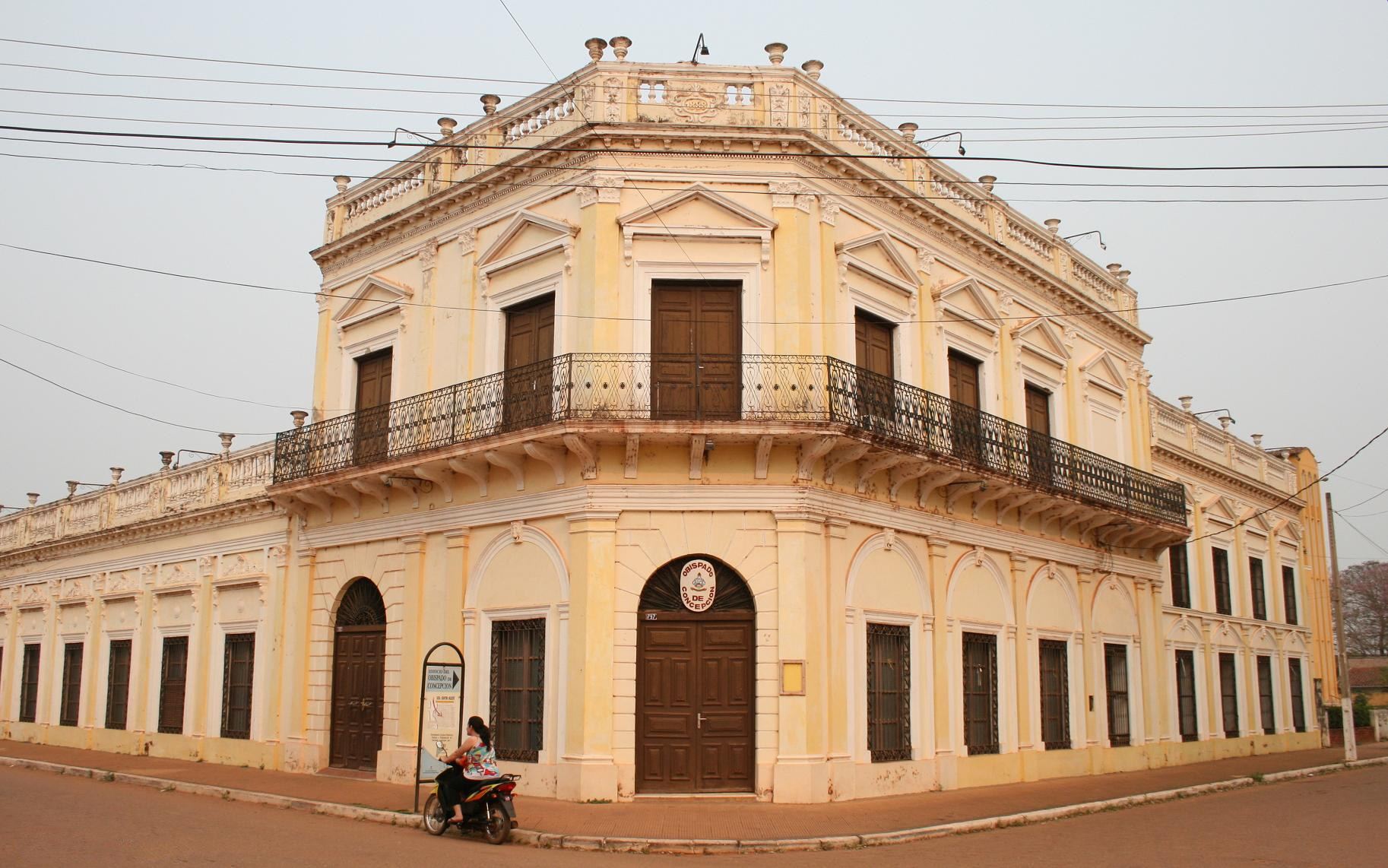
Casona céntrica.

El río Paraguay es la mayor vía de comunicación fluvial y también de transporte. La Ruta PY05 une Concepción con Pedro Juan Caballero. Esta ruta empalma con la Ruta PY08 en el extremo noreste, mientras que del otro lado, en el extremo sureste, la PY05 empalma con la Ruta PY09, la cual es la vía más rápida para llegar a la capital del país, Asunción por el chaco paraguayo.
El aeropuerto "Tte. Cnel. Carmelo Peralta" está ubicado en la ciudad de Concepción. También existen pistas de aterrizaje en el resto de los distritos, así como en los importantes establecimientos ganaderos. En la ciudad hay servicios de telefonía con discado directo a Horqueta e Yby Yaú mediante el servicio de comunicación telefónica del sector público. Las estaciones de radio en AM, son: Radio Regional, Radio Concepción, Radio Vallemí, Radio Yby Yaú, Radio Guyra Campana. En FM: Megaestación 95, Aquidabán, Los Ángeles, Continental, Belén, Norte Comunicaciones,Radio Tropicana, entre otros. También existen canales de transmisión de televisión como lo es el Canal 40 Televisión Concepción (TVC) y Tropicana TV.
Entre los edificios históricos construidos en épocas de mandato europeo, destacan las casonas céntricas, Museo del cuartel de Villarreal, Museo al aire libre, Monumento a La Virgen María Auxiliadora, Catedral con el altar de Carlos Colombino, Iglesia de San José, Monumento al Indio.

## Ciudades hermanadas
- Ancud (Chile)
- Arica (Chile)